# Sauropus micrasterias
Sauropus micrasterias là một loài thực vật có hoa trong họ Diệp hạ châu. Loài này được Airy Shaw miêu tả khoa học đầu tiên năm 1960.